# The Illest Vol. 3
The Illest, Vol. 3 è il terzo mixtape del rapper italiano Mostro, pubblicato il 27 gennaio 2023 dalla Epic Records di proprietà della Sony Music Italy.

## Tracce
1. The Illest Intro – 2:17
2. Underrated – 3:04
3. Niente pioggia niente fiori – 2:42
4. Rappresento (feat. Jake La Furia) – 3:06
5. Aquiloni – 2:33
6. Un momento per favore – 1:58
7. Delusioni (feat. Il Tre) – 3:16
8. Da paura – 3:13
9. Porte chiuse – 3:03
10. Noodles (feat. MadMan) – 3:01
11. Le chiavi di casa – 2:38
12. Exit (feat. Rizzo) – 2:56
13. Bottiglie rotte (feat. Emis Killa & Gemitaiz) – 2:36
14. Vomito – 2:57
15. Se passi di qui – 2:28

## Classifiche
| Classifica (2023) | Posizione massima |
| ----------------- | ----------------- |
| Italia            | 4                 |